# Karol Stromenger (krytyk muzyczny)

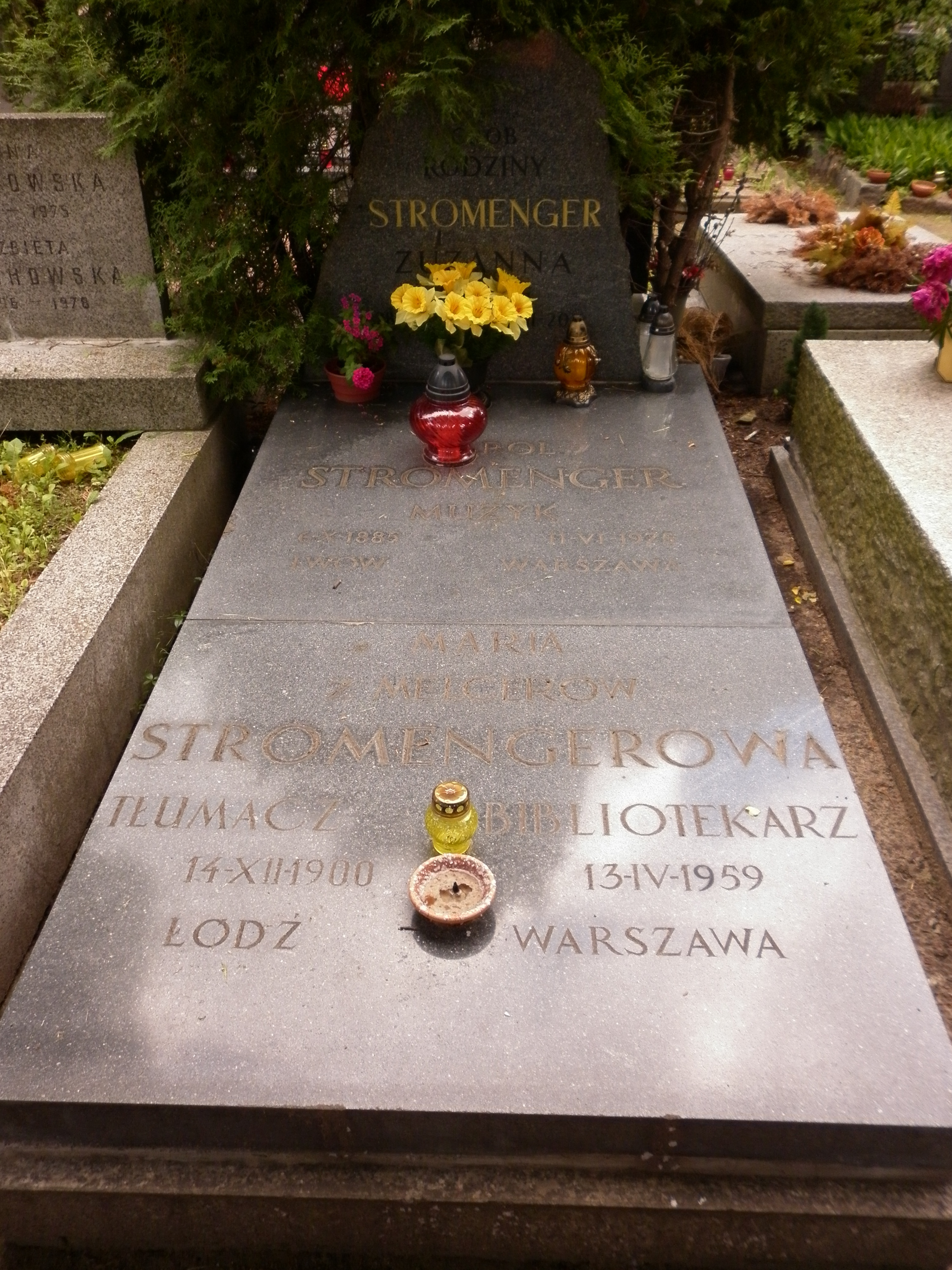
Grób Karola, Marii i Zuzanny Stromengerów na cmentarzu Wojskowym na Powązkach

Karol Józef Stromenger (ur. 6 października 1885 we Lwowie, zm. 11 czerwca 1975 w Warszawie) – polski publicysta i krytyk muzyczny.

## Życiorys
Urodził się w rodzinie Karola (1848–1895) i Marii Wilhelminy von Schenk (1860–1925). Był bratem Jadwigi (1879–1973), Otto (ur. ok. 1880), Hildy po mężu Tauschinski (1882–1968), Heleny (1884–1968) i Marii Irmy (1887–1964). Studiował grę na wiolonczeli i teorię muzyki w konserwatorium lwowskim i akademii muzycznej w Wiedniu oraz prawo i muzykologię na Uniwersytecie Wiedeńskim. Podczas I wojny światowej służył w wojsku austriackim, przebywał w niewoli francuskiej.
Od 1921 był recenzentem muzycznym w warszawskiej prasie, m.in. „Kurierze Polskim”, „Kurierze Porannym” i „Gazecie Polskiej”. Od próbnych audycji w roku 1925 do śmierci był stałym współpracownikiem (nigdy nie był pracownikiem etatowym) Polskiego Radia. Wygłaszał prelekcje w programie Kwadrans muzyczny Karola Stromengera, występował z recenzjami, doniesieniami o wydarzeniach muzycznych, kompozytorach, wykonawcach, organizatorach życia muzycznego oraz zapowiadał przed radiowymi koncertami. Uczył także w warszawskich szkołach muzycznych. W 1939 został wykładowcą Państwowego Instytutu Sztuki Teatralnej. Publikował w miesięczniku „Antena”. 
W czasie okupacji niemieckiej mieszkał w Warszawie, był zatrudniony w gazowni i w elektrowni jako nauczyciel w celu przeprowadzania obowiązkowych kursów języka niemieckiego. Razem z żoną Marią prowadził tajne nauczanie języków angielskiego i francuskiego. Grał także na wiolonczeli w orkiestrze, którą Kazimierz Wiłkomirski zorganizował w kawiarni Lardellego na Polnej oraz występował jako pianista w kawiarniach, m.in. w tzw. „Klubie Jaracza”. Po upadku powstania warszawskiego przebywał z rodziną w Piotrkowie. 
Po wojnie w 1946 był redaktorem działu muzycznego Wiedzy Powszechnej. W 1958 otrzymał nagrodę Radia i TV za audycje komentujące dzieła muzyczne. Od 1960 wykładał w Państwowej Wyższej Szkole Teatralnej w Warszawie. W 1961 napisał scenariusz filmu dokumentalnego Chopin w kraju w reż. Jarosława Brzozowskiego i Wandy Rollny. 
Dwukrotnie żonaty. Od 12 kwietnia 1923 był mężem Marii (1900–1959), córki znanego pianisty, kompozytora, pedagoga Henryka Melcer-Szczawińskiego, tłumaczki i bibliotekarki, z którą miał córkę Zuzannę Stromenger, od 1960 jego żoną była Jadwiga Biernacka (1903–1979).
Zmarł w Warszawie, spoczywa obok pierwszej żony i ich córki na cmentarzu Wojskowym na Powązkach (kwatera A37-2-3).

## Ważniejsze publikacje
- Franciszek Schubert, 1928
- Stanisław Moniuszko. Twórca pieśni i oper, 1946
- Fryderyk Chopin, 1947
- Mikołaj Rimski-Korsakow (z cyklu Opera słowiańska, z. 2), 1950
- Przewodnik operowy, 1959
- Mozart (Ludzie żywi), 1962
- Czy należy spalić Luwr: felietony muzyczne, 1970

## Ordery i odznaczenia
- Krzyż Kawalerski Orderu Odrodzenia Polski (11 lipca 1955)[7]
- Medal 10-lecia Polski Ludowej (19 stycznia 1955)[8]